# Raionul Krasîliv, Hmelnîțkîi
Krasîliv (în ucraineană Красилівський район, transliterat: Krasîlivskîi raion) este un raion în regiunea Hmelnîțkîi, Ucraina. Reședința sa este orașul Krasîliv.

## Demografie
Componența lingvistică a raionului Krasîliv
     Ucraineană (98,35%)
     Rusă (1,39%)
     Alte limbi (0,13%)
Conform recensământului din 2001, majoritatea populației raionului Krasîliv era vorbitoare de ucraineană (98,35%), existând în minoritate și vorbitori de rusă (1,39%).